# Antigua és Barbuda az olimpiai játékokon
Antigua és Barbuda az 1976-os nyári olimpián szerepelt első alkalommal, sportolói még nem szereztek olimpiai érmet, a téli játékokon pedig még nem vettek részt.
Az Antigua és Barbuda-i Olimpiai Szövetség 1966-ban jött létre, Brit Nyugat-India 1962-es felbomlását követően, a NOB 1976-ban vette fel tagjai közé, a bizottság jelenlegi elnöke E.P. Chet Greene.